# ويليام ديكسون (سياسي أمريكي)
ويليام ديكسون (بالإنجليزية: William Dickson)‏ هو سياسي أمريكي، ولد في 5 مايو 1770 في مقاطعة دوبلين في الولايات المتحدة، وتوفي في 21 فبراير 1816 في ناشفيل في الولايات المتحدة. حزبياً، نشط في الحزب الجمهوري. وقد انتخب عضو مجلس النواب الأمريكي.